# 本頓維爾鎮區 (北卡羅萊納州約翰斯頓縣)
本頓維爾鎮區（英語：Bentonville Township）是位於美國北卡羅萊納州約翰斯頓縣的一個鎮區。

## 地方資料
本頓維爾鎮區的面積為139.08平方千米，皆為陸地。根據2020年美國人口普查的數據，當地共有人口1905人，而人口密度為每平方千米13.7人。